# ブルガイ
ブルガイ（モンゴル語: Bulγai、? - 1264年8月21日）は、モンゴル帝国に仕えたビチクチ（書記官僚）の一人。
『元史』などの漢文史料では孛魯合(bólŭhé)、『世界征服者史』などのペルシア語史料ではبلغای اقا(bulghāī āqā)と記される。

## 概要
チンギス・カンに仕えたビチクチ長、シラ・オグルの息子として生まれた。幼い頃からチンギス・カンの末子のトルイに仕え、そのケシク（親衛隊）に所属していたという。
トルイの長男のモンケが第4代皇帝（カアン）に即位すると、ジャライル部出身でジャルグチを務めるモンケセルとともにモンケの最側近として国政を取り仕切った。モンケの即位の際、『元史』では「中書右丞相」、『世界征服者史』では「ワジールの長」に任ぜられたと記されているが、これはブルガイが「ウルグ・ビチクチ（大ビチクチ）」の地位にあったことを各征服地域の文脈で意訳したものである。なお、『元史』によるとこの時トルイ家の投下領である真定の束鹿に食邑を与えられたという。
1256年、モンケが南宋親征に出発すると、ブルガイはアラムダールとともにカラコルムの統治を委ねられたモンケの末弟のアリクブケの補佐に任ぜられた。1259年、モンケが遠征先で急死するとブルガイはアラムダールとともにカラコルムでアリクブケを推戴し、開平府でカアンを自称したクビライ勢力との間で内戦を起こすこととなった。最終的にアリクブケ派は敗れ、ブルガイはアリクブケ派の首魁として1264年に処刑された。

## 子孫
ブルガイにはエセン・ブカ、ムバーラク、ダシュマン、ブカ・テムルという4人の息子がいたことが知られており、いずれも大元ウルスに使えて立身している。

### エセン・ブカ
長子エセン・ブカは雲南行省平章・湖広行省・河南行省の平章政事を歴任し、主に地方行政に携わったことで知られる。

### ムバーラク
第2子ムバーラクは御史台の設立時に御史中丞に任じられたことで知られる。ムバーラクが御史台設立時（至元5年/1268年）の御史中丞であったことは『烏臺筆補』でも言及されるが、『元史』世祖本紀や『経世大典』ではアリー（阿里）なる人物を代わりに挙げており、ムバーラクとアリーの関係には不明な点が多い。

### ダシュマン
第3子ダシュマンは｢斡脱総管府（後に泉府司と改名）」の長官を務め、オルトク商人と諸外国からの使臣・隊商への対応を管轄していたことで知られる。

### ブカ・テムル
第4子ブカ・テムルは栄禄大夫・四川省平章政事の地位に至ったことで知られる。

## ケレイト部シラ・オグル家
- トク・ブカ（Toq buqa ＞脱不花/tuō bùhuā）
- ケレゲイ（Keregei ＞怯烈哥/qièliègē）
- ビチクチ長シラ・オグル（Šira Oγul ＞昔剌斡忽勒/xīlà wòhūlè）
  - 中書右丞相ブルガイ（Bulγai ＞孛魯合/bólŭhé,بلغای اقا/bulghāī āqā）
    - 恒陽王エセン・ブカ（Esen buqa ＞也先不花/yĕxiān bùhuā）
      - 湖南行省左丞相イリンチン（Irinǰin ＞亦憐真/yìliánzhēn）
        - 太保中書右丞相チョスゲン（Čosgen ＞搠思監/shuòsījiān）

      - 広陽王トゥクルク（Tuqluq ＞禿魯/tūlŭ）
      - 湖南宣慰使ダシュ（Daš ＞答思/dásī）
      - 中政使ケレイ（Kerei ＞怯烈/qièliè）
      - 行浙東道宣慰使司都元帥アルタン（Altan ＞按攤/àntān）
        - 湖南道宣慰副使アヨン（Ayong ＞阿栄/āróng）

    - 御史台中丞ムバーラク（Mubaraq ＞木八剌/mùbālà）
    - 泉府大卿ダシュマン（Dašman ＞答失蛮/dáshīmán,داشمن/dāshman）
    - 四川省平章政事ブカ・テムル（Buqa temür ＞不花帖木児/bùhuā tièmùér）
- カラ・オグル（Qara Oγul ＞哈剌阿忽剌/hālà āhūlà）